# STS-123
STS-123 — космічний політ шатла «Індевор» за програмою «Спейс Шаттл». Продовження збірки Міжнародної космічної станції. 26-й політ за програмою МКС. Шаттл доставив перший модуль японської лабораторії, японського експериментального модуля Кібо (англ. Kibo) і роботизованого канадського маніпулятора спеціального призначення Декстр, (англ. Special Purpose Dexterous Manipulator «SPDM») на станцію. Тривалість польоту 16 діб 14 годин. Перший політ, d якому використовувалась уся потужність системи передачі енергії станція-шаттл (англ. Station-to-Shuttle Power Transfer System, «SSPTS»). Місія встановила рекорд найдовшого перебування шаттла на МКС.

## Екіпаж

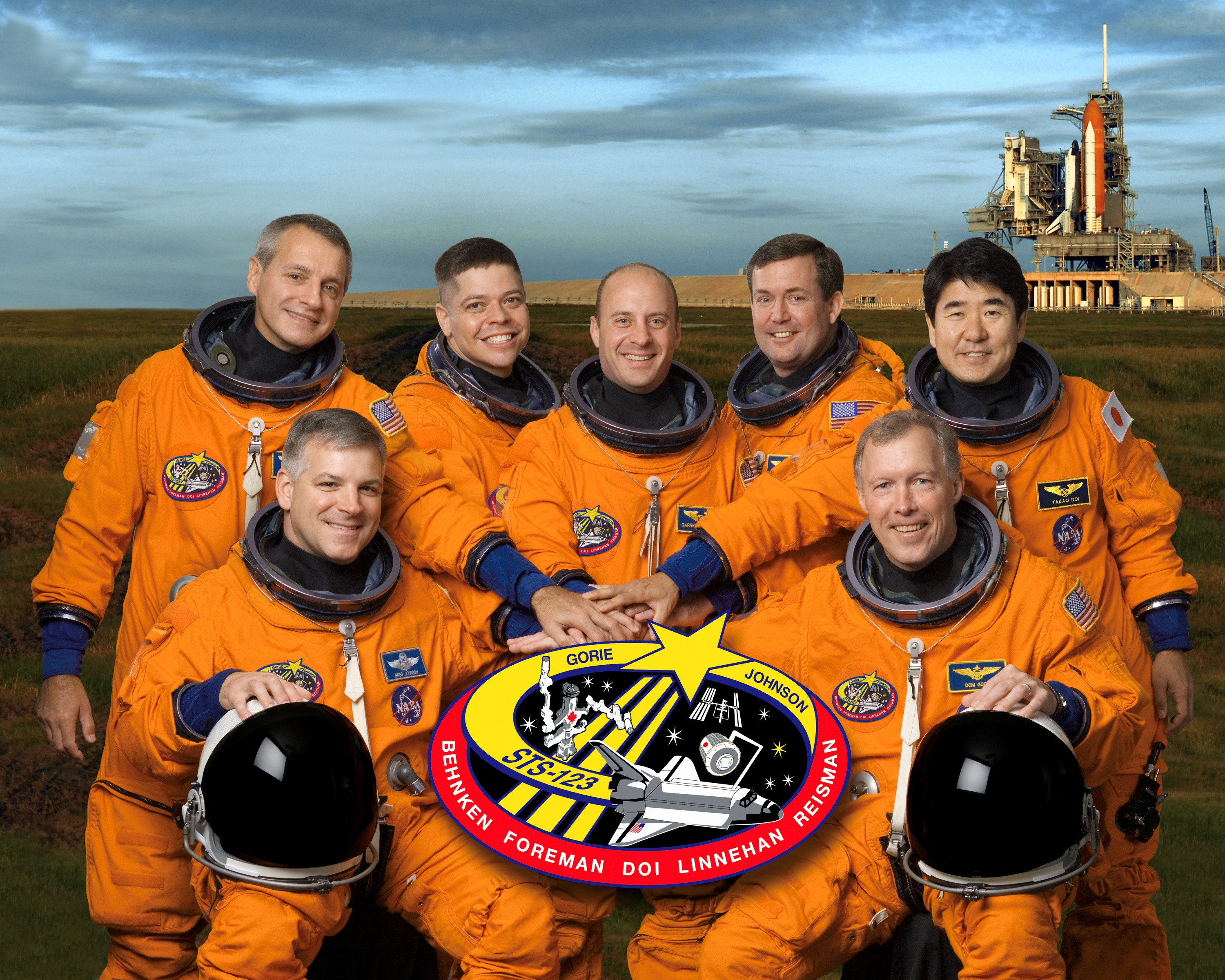
Екіпаж STS-123: Попереду, зліва направо: Джонсон, Горі. У задньому ряді, зліва направо: Ліннехан, Бенкен, Рейзман, Фореман і Дої

- (НАСА) Домінік Горі (4-й космічний політ) — командир екіпажу
- (НАСА) Грегорі Джонсон (1) — пілот
- (НАСА) Річард Ліннехан (4) — фахівець польоту
- (НАСА) Роберт Бенкен (англ. Robert L. Behnken) (1) — фахівець польоту
- (НАСА) Майкл Форман (1) — фахівець польоту
- (JAXA) Такао Дої (2), (Японія) — фахівець польоту

В екіпажі «Індевора» було три новачки космічних польотів: Грегорі Джонсон, Роберт Бенке і Майкл Форман.
Старт з членом екіпажу МКС-16:
- (НАСА) Гаррет Райзман (1) — бортінженер

Посадка з членом екіпажу МКС-16:
- (ЄКА) Леопольд Ейартц (2) — бортінженер

## Параметри польоту
- Маса:
  - Маса при старті: 122 364 кг
  - Маса при приземленні: 94 158 кг.

### Виходи у відкритий космос
- Вихід 1 — «Селлерс і Фоссум»
- Мета: ремонт мобільного транспортера МКС і випробування подовжувача робота-маніпулятора.
- Початок 8 липня 2006 року — 13:17 UTC
- Закінчення 8 липня — 20:49 UTC
- Тривалість 7:00 32 хвилини

66-й вихід у космос пов'язаний з МКС, 38-й вихід безпосередньо з МКС, 20-й вихід з американського модуля «Квест» в американських скафандрах. 4-й вихід у космос Пірса Селлерса і 1-й вихід Майкла Фоссума.

## Мета
Доставка на орбіту першої частини японського дослідницького модуля «Кібо» — «експериментального вантажного відсіку» (ELM-PS) і канадського маніпулятора спеціального призначення «Декстр».

## Підготовка до польоту
27 січня 2007 НАСА назвала склад екіпажу STS-123. Командиром екіпажу був призначений Домінік Горі, пілотом — Грегорі Джонсон, фахівці польоту: Річард Ліннехан, Роберт Бенке, Майкл Форман. Японський астронавт Токаю Дої був призначений в екіпаж раніше, оскільки «Індевор» мав доставити на МКС першу частину японського модуля «Кібо». Майкл Форман був виведений з екіпажу місії STS-120, там його замінила Стефані Вілсон. Крім призначених членів екіпажу, на заміну одного з членів довготривалого екіпажу МКС, на «Індеворі» вирушив у космос ще один астронавт (ЄКА) Гаррет Рейсман, який залишився на МКС. Замість нього на Землю повернувся Леопольд Ейартц.

## Опис польоту
13 березня 2008 о 3:50 GMT було здійснене стикування «Індевора» з Міжнародною космічною станцією. Корабель пристикувався до герметичного адаптера «PMA-2» на модулі «Гармоні».
Перед стикуванням «Індевор» на відстані близько двохсот метрів від станції зробив розворот на 360 градусів, під час якого екіпаж МКС знімав зовнішню поверхню корабля.
На МКС за програмою шістнадцятої основної експедиції перебували Пеггі Уїтсон, Юрій Маленченко і Леопольд Ейартц.
О 1:18 за Гринвічем 14 березня Річард Ліннехан і Гаррет Рейзман здійснили перший вихід у відкритий космічний простір. У ході роботи за бортом станції астронавти підготували модуль «Кібо» до вилучення з вантажного відсіку «Індевора» і установки його за допомогою маніпулятора корабля на модуль «Гармоні» виконали перший етап збірки робота-маніпулятора «Декстр». Тривалість роботи у відкритому космосі склала 7 годин 01 хвилину. Третій вихід у відкритий космос почався о 22:51 GMT 17 березня і тривав 6 годин 53 хвилини. Протягом цього періоду астронавти змонтували на модулі «Дестіні» спеціальну платформу і на неї встановили робот-маніпулятор «Декстр».
27 березня 2008 року «Індевор» успішно приземлився на мисі Канаверал. «Індевор» почав спуск з орбіти о 23:33 середи за Гринвічем (2:33 четверга за Києвом) приземлився в 00:39 за Гринвічем (3:39 за Києвом). Через несприятливі погодні умови посадка шаттла була відкладена на півтори години. НАСА вкрай рідко здійснювало посадки шаттла в темний час доби. Однак завершення місії «Індевора» стало винятком з цього правила, стартував шатл також у темряві — 11 березня рано-вранці. Місія «Індевора» стала однією з найдовших в історії шатлів, астронавти провели на орбіті 16 днів, здійснивши п'ять виходів у відкритий космос.

## Галерея

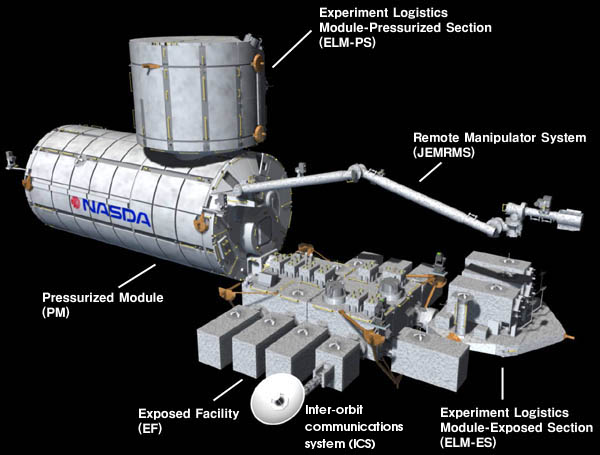
Ілюстрація японського експериментального модуля Кібо
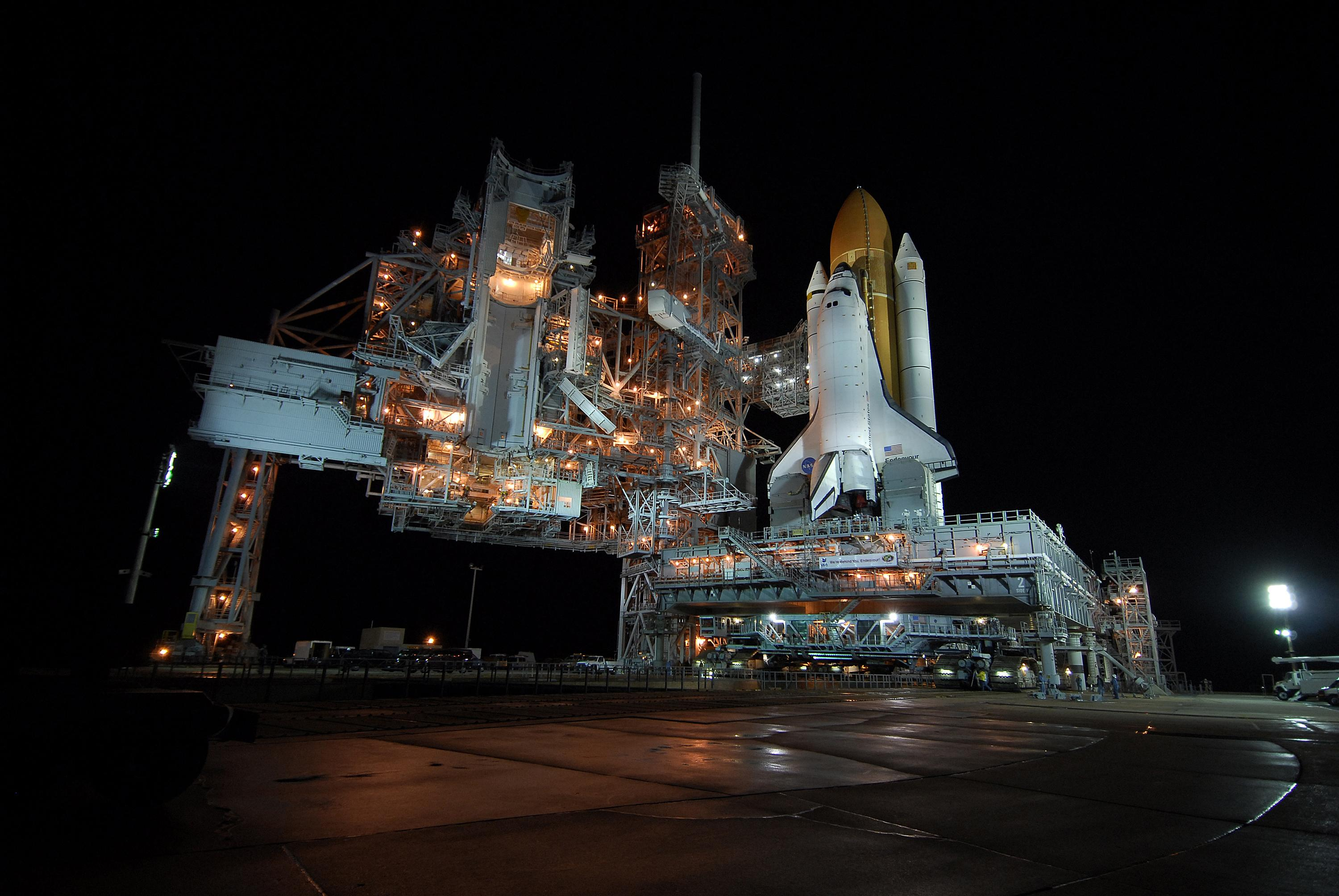
Підготовка до польоту «STS-123»
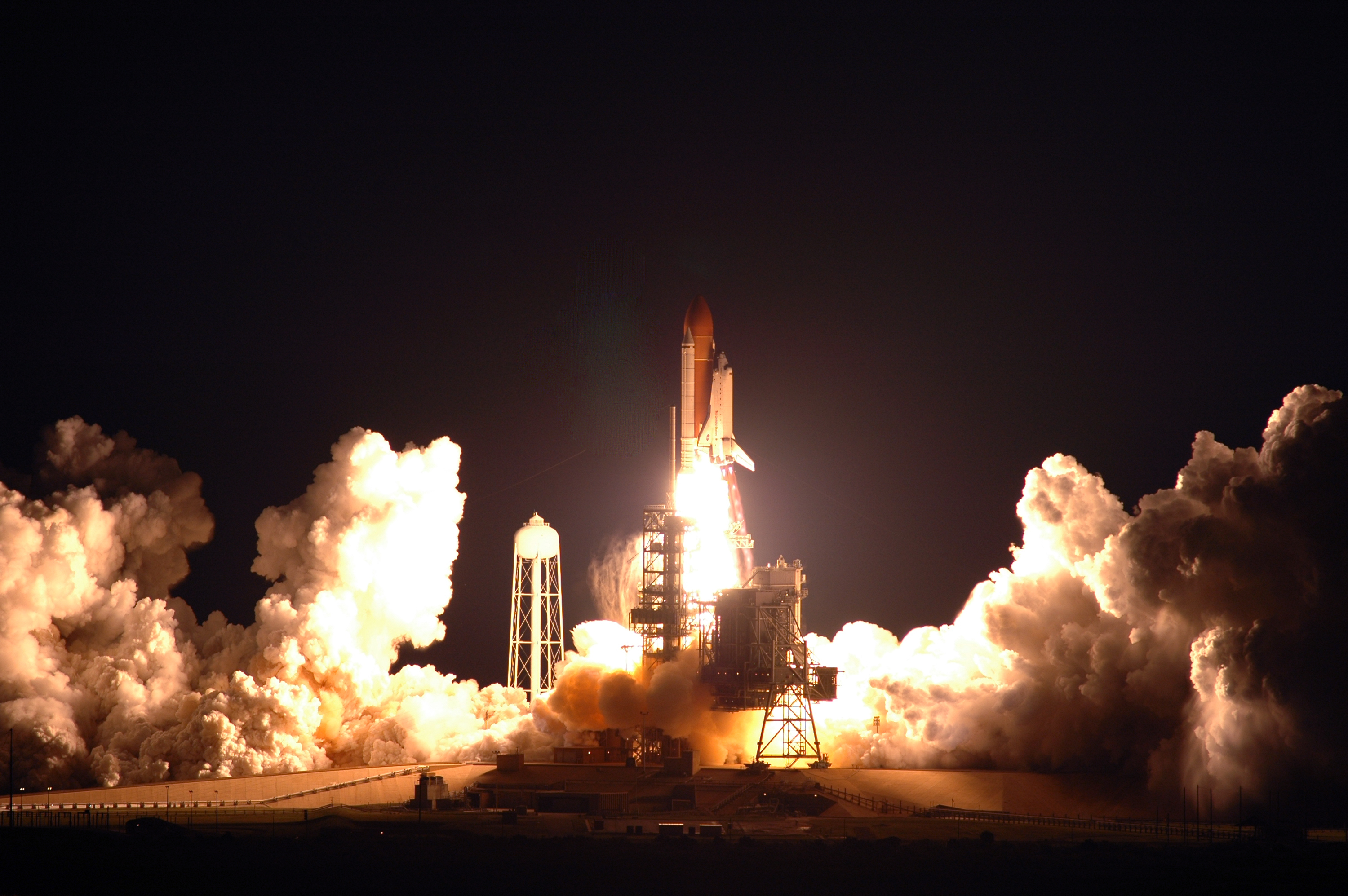
Старт «STS-123»
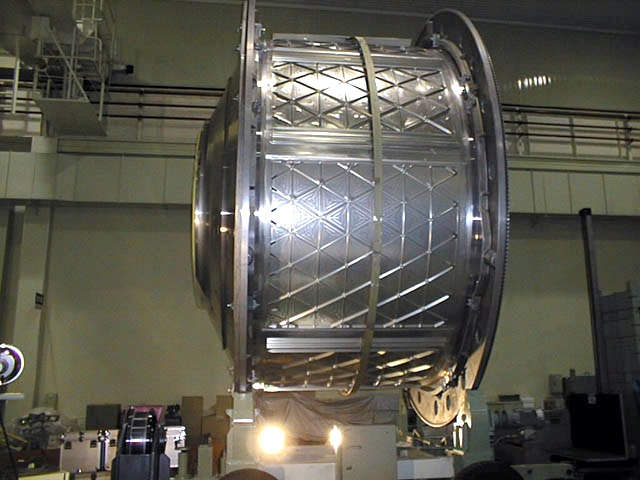
«Експериментальний вантажний відсік» модуля «Кібо»
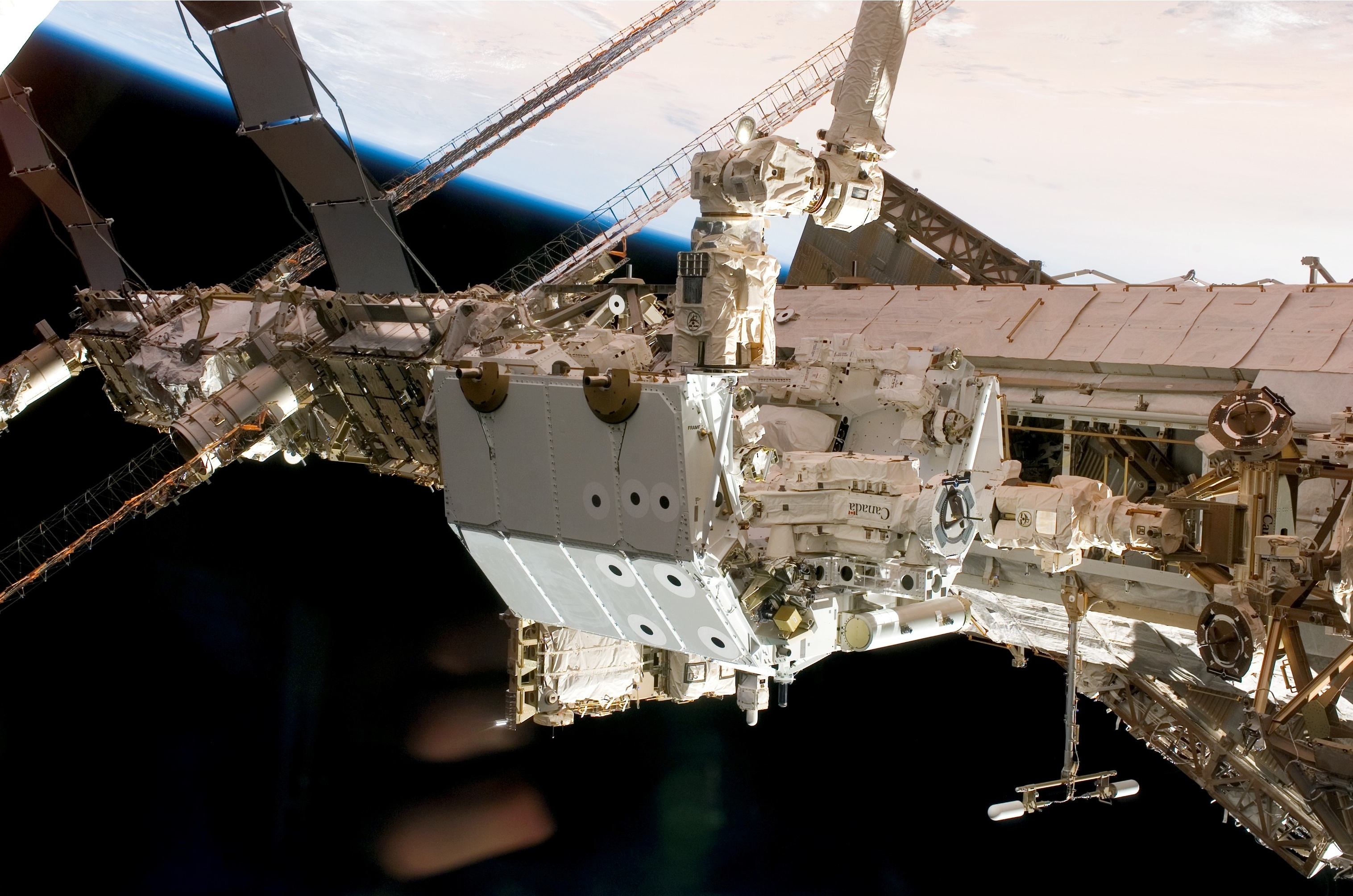
Піддон із «Декстр» тимчасово пристикований до мобільно-базової станції
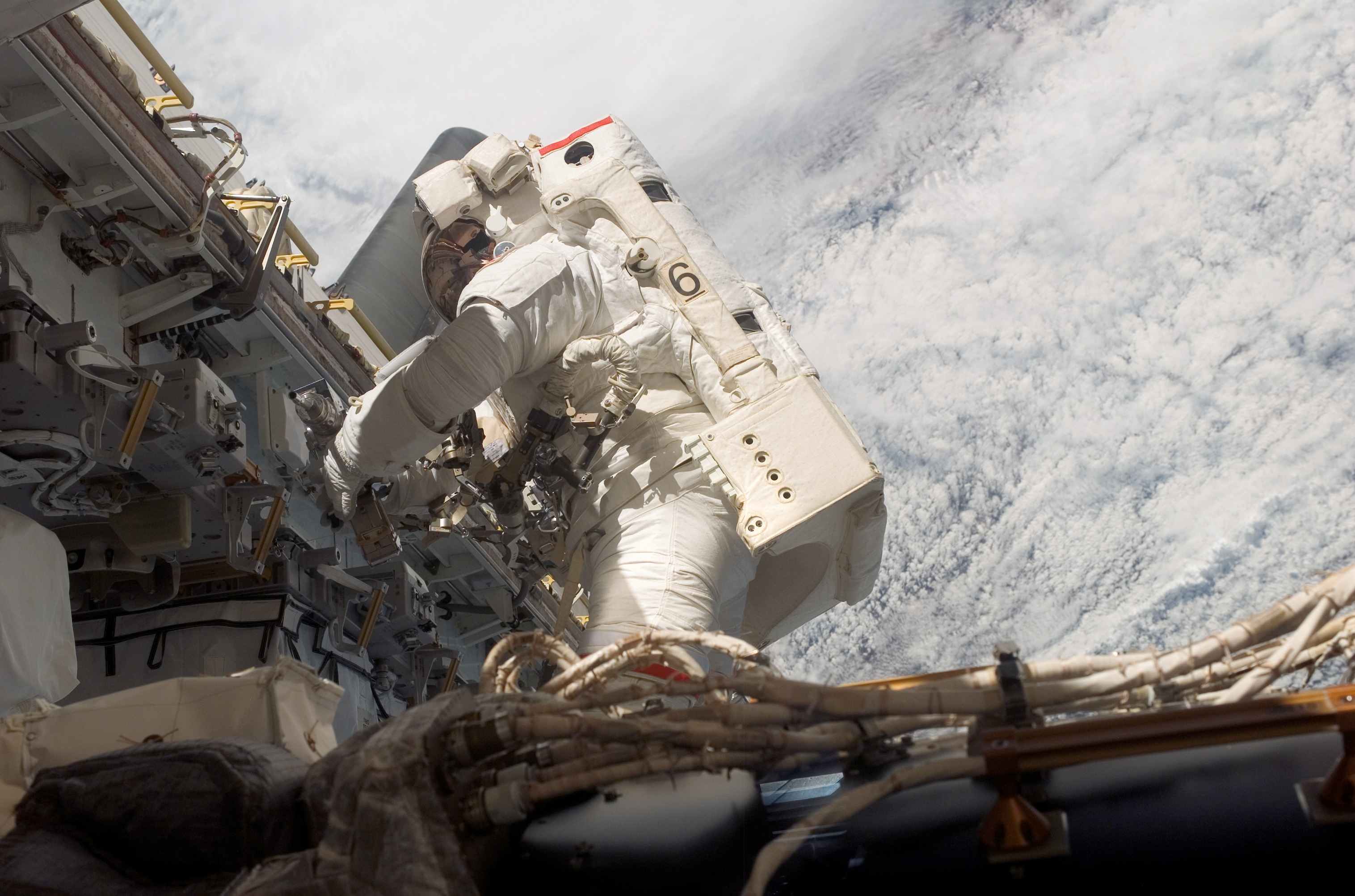
Лінехен працює назовні
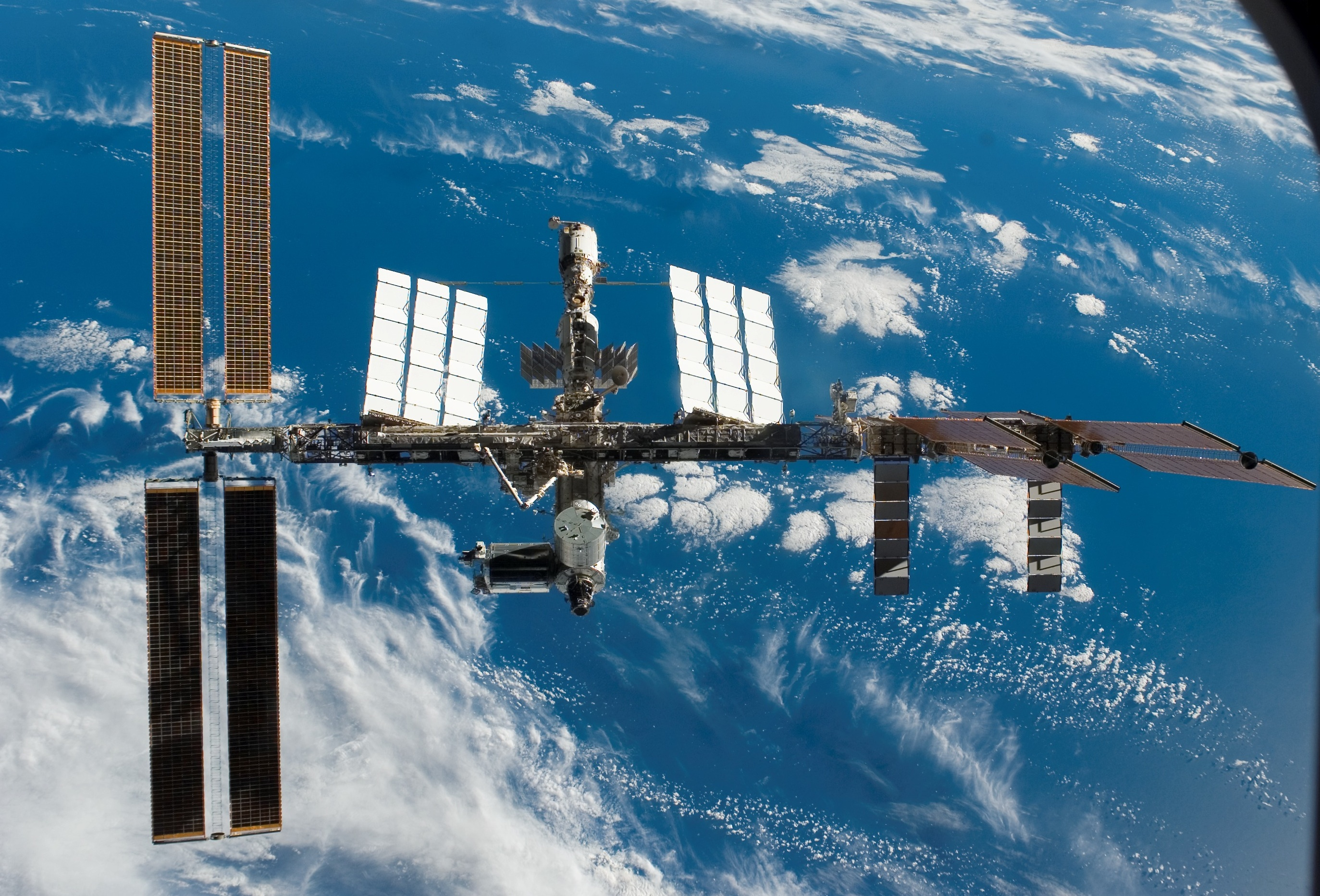
Зображення станції при обльоті
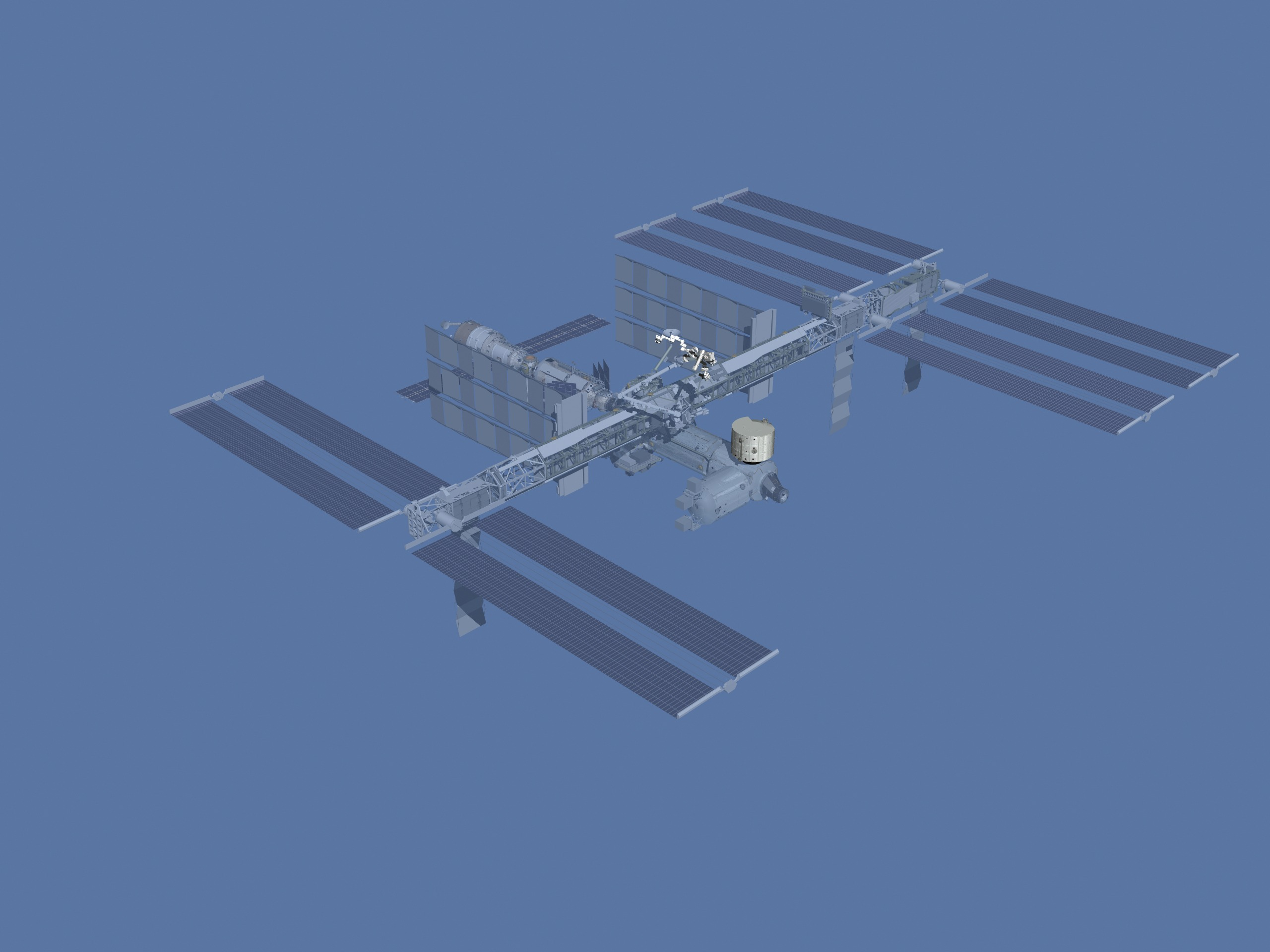
МКС після «STS-123»